# Thelyoxynops orbitalis
Thelyoxynops orbitalis är en tvåvingeart som beskrevs av Townsend 1927. Thelyoxynops orbitalis ingår i släktet Thelyoxynops och familjen parasitflugor. Inga underarter finns listade i Catalogue of Life.